# 五十嵐瑞穂
五十嵐 瑞穂（いがらし みずほ、1989年11月8日 - ）は、日本の元子役・元女優。

## 人物
- 出身は東京都世田谷区。
- 血液型はA型。
- 元セントラル子供タレント→レヴィプロダクションズジェイクラス所属。
- 『サービス』で演じた真理は育ちはよいが影があるという難役であったが[1]、せりふのうまさを買われ[2]、250人の候補者の中からオーディションで選ばれた[3]。

## 出演作品

### テレビドラマ
出典：“五十嵐瑞穂 - テレビドラマ人名録”. テレビドラマデータベース. 2020年1月24日閲覧。
- 嘘でもいいから（1993年）[3]
- 刑事・鬼貫八郎(4)「ゆすり」（1994年11月8日）
- 新・女検事・霞夕子(4)「輸血のゆくえ」（1995年2月7日）
- あした家族になあれ（1995年6月5日 - 7月21日） - 愛 役
- 重甲ビーファイター 第42話（1995年12月3日） - ユミ 役
- 存在の深き眠り～誰かが私の中にいる～（1996年4月3日 - 5月8日）
- 悪魔が来りて笛を吹く（1996年10月25日）
- 家具屋姫（1996年11月6日 - 20日）
- 金曜エンタテイメント「テロリストのパラソル」（1996年11月15日） - 宮坂まゆ 役
- 月曜ドラマスペシャル「早乙女千春の添乗報告書(4)伊豆湯けむりツアー殺人事件」（1996年12月30日） - 綾 = 布施博の姪 役
- ぽっかぽか3 第17 - 19話「田所さん家のお正月(2) - (4)」（1997年1月7日 - 9日） - 佐々木真理子 = かすみの娘 役
- 木曜の怪談ファイナル タイムキーパーズ 第4話（1997年1月30日） - 佐々木詩織 = 野村佑香の幼女時代 役
- 砂の城（1997年6月30日 - 10月3日） - 美百合（小学生時代） 役
- 金のたまご（1997年7月3日 - 9月18日） - 山口玲奈 役
- サービス（1998年1月7日 - 3月18日） - 早乙女真理 = 寺脇康文の娘 役[2]
- 食卓から愛をこめて（1998年10月14日 - 12月16日） - 三崎里奈 = 賀来千香子の娘 役
- ボーダー 犯罪心理捜査ファイル（1999年1月11日 - 3月8日） - 杉嶋桐惠 = 中森明菜の少女時代 役
- TRICK Season.1 第4話・第5話（2000年7月28日・8月4日） - ヒトミ = 生贄にされた少女 役
- カリスマ美容師殺人事件（2001年8月11日）

### 映画
- GONIN（1995年）- 未来 役
- 案山子 KAKASHI（2001年）- 野地あゆみ 役
- 炬燵猫（2007年1月27日公開）[4]

### CM
- はごろもフーズ「シーチキン」
- ツクダオリジナル「だっこしてチュ」
- マツダ「ボンゴフレンディ」
- P&G「ファブリーズ」（2001年）[5]